# Misanthropic Division
Misanthropic Division, noto anche come Division Phoenix dal 2016, è un gruppo neonazista internazionale con sede in Ucraina che è stato descritto come un'organizzazione paramilitare, o come un movimento. Ha avuto origine nel 2014 durante le proteste di Euromaidan contro il governo di Viktor Janukovyč, con alcuni membri che in seguito hanno combattuto a fianco del Reggimento Azov e delle Forze armate dell'Ucraina contro le forze secessioniste del Donbass. Filiali del gruppo esistono anche in altri Paesi.

## Storia

### Euromaidan
Il gruppo è nato formalmente il 31 ottobre 2014 a Kiev per partecipare alle proteste di Euromaidan con l'organizzazione "Social-National Assembly", sebbene avesse già iniziato a organizzarsi nel 2013. Mentre hanno partecipato alle rivolte di Euromaidan del 1º dicembre 2013 nella città di Kiev, hanno contemporaneamente preso parte ai conflitti a Charkiv e Odessa. Durante i disordini a Charkiv nel 2014, sfociati in scontri armati, hanno rivendicato la responsabilità dell'uccisione di due oppositori filo-russi. Il Kyiv Post ha riferito nel 2015 che Misanthropic Division era stata creata come gruppo informale da combattenti russi che prestavano servizio nell'unità militare di Pravyj Sektor.

### Guerra russo-ucraina
Dopo l'inizio della guerra nell'Ucraina orientale, alcuni membri del gruppo hanno partecipato dalla parte ucraina, il gruppo aveva legami con il battaglione Azov. Nell'ottobre 2016, persone che affermavano di appartenere al gruppo hanno rivendicato la responsabilità dell'uccisione del leader del Battaglione di ricognizione autonomo delle guardie "Sparta", il separatista Arsen Pavlov, in un video rilasciato da Oblast' di Donec'k.

#### 2022 Invasione russa dell'Ucraina
Dopo l'inizio dell'invasione russa dell'Ucraina nel 2022, Misanthropic Division ha pubblicizzato su Telegram che i volontari stranieri si unissero a loro "per la vittoria e il Valhalla". The Intercept ha riferito che la legione internazionale ucraina ha pianto su Facebook una vittima in combattimento di un volontario francese che sembrava essere collegato a Misanthropic Division, che è stato anche pianto dal canale Telegram dell'organizzazione. Nel riferire questo, The Intercept ha dettagliato una serie di incertezze sulla natura attuale dell'organizzazione, inclusa la sua associazione con il reggimento Azov, le sue dimensioni e "quanto sia reale". L'autore ha scritto "Può darsi che Misanthropic Division non sia un'unità del mondo reale con un leader e una catena di comando tanto quanto una contorta cricca militare che chiunque online può rivendicare".

### Altre attività
Il giornale online ucraino "Zaxid" ha affermato nel 2016 che Misanthropic Division conterebbe circa 500-600 sostenitori in Ucraina e circa un terzo dei questi partecipava attivamente ai combattimenti nel Donbass. Il gruppo ha anche sviluppato filiali in diversi altri paesi, tra cui Germania, Repubblica Ceca, Spagna, Portogallo, Stati Uniti e Bielorussia.
All'interno dell'Ucraina, dal 2016 ci sono legami con il Reggimento Azov, ma i rapporti con il Pravyj Sektor sono deteriorati nel tempo, con la divisione con Misanthropic Division che li accusa di "collaborazionismo ebraico". Hanno inoltre mantenuto stretti legami con altre organizzazioni di estrema destra a livello globale, tra cui il partito tedesco Der III. Weg, l'italiana CasaPound e la britannica National Action.
Secondo il think tank russo SOVA Center, all'inizio del 2016 il gruppo ha annunciato la sua chiusura, ma poi in agosto ha annunciato la sua rinascita. SOVA ha riferito che nel 2017 c'erano "diverse organizzazioni e cellule autonome" dietro il marchio Misanthropic Division.
Misanthropic Division è stata classificata dalla Russia come gruppo estremista nel 2015 e nel 2016 è stato riferito che un loro membro era stato accusato in Russia e che erano in corso perquisizioni su altri membri.
Hanno rivendicato la responsabilità di molteplici scontri con attivisti LGBT e anarchici nella città di Leopoli.
Nell'ottobre 2019 è stato creato dal gruppo neonazista S14 un nuovo partito politico denominato "Society for the Future". Secondo il co-fondatore, questo partito era un progetto di diversi gruppi ucraini, tra cui "Phoenix".

## Ideologia
Secondo il "Mapping Militants Project" della Università di Stanford, Misanthropic Division è un'organizzazione paramilitare neonazista nichilista con visioni ideologiche simili al movimento Azov. Secondo la leadership del gruppo, l'obiettivo finale del gruppo è la completa indipendenza dell'Ucraina sia dalla Russia che dall'Unione Europea. Il gruppo ha pubblicato una dichiarazione in 14 punti nel 2015, affermando che i loro obiettivi erano principalmente la difesa dell'Ucraina in Donbass e la difesa della razza europea, nonché la promozione del neopaganesimo e il rifiuto della fede abramitica. Hanno anche criticato alcuni gruppi e movimenti neopagani per essersi opposti a ogni violenza politica.

## Struttura
Secondo William Allchorn, un esperto di movimenti estremisti di destra, i leader dell'organizzazione sarebbero Francesco Saverio Fontana, Jimmy Hey e Robin Gray.
Secondo la ricercatrice Natalia Yudina, non è un'organizzazione centralizzata, né ha una struttura rigida o leader permanenti. Secondo il Mapping Militants Project della Università di Stanford, nel 2021 il gruppo aveva rinnegato di sfolgere attività militanti, ma era rimasto attivo sui social media. A partire dal 2022 lo stato del gruppo non è chiaro, e The Intercept afferma che "è difficile dire quanto sia reale e quanto sia grande".